# Canal Saint-Denis
Canal Saint-Denis er en fransk kanal, der oprindeligt blev konstrueret til at føre drikkevand til Paris. Kanalen tager sin begyndelse i Canal de l’Ourcq i Paris og løber herefter 6,6 km, indtil den udmunder i Seinen. Sammen med Canal de l'Ourcq og Canal Saint-Martin udgør de det samlede kanalnet i Paris.
Arbejdet med kanalen blev påbegyndt i 1805 og afsluttet i 1821.
Udover at sikre drikkevandsforsyningen til Paris, virker kanalen også som transportvej for godstransport.